# Indonéština
Indonéština (bahasa Indonesia) je úřední jazyk Indonésie. Indonéština je upravenou podobou malajštiny. Oficiálně byla úředním jazykem stanovena při vyhlášení nezávislosti Indonésie v roce 1945, i když úředním jazykem ji vyhlásila již Přísaha indonéské mládeže z roku 1928.
Indonésie je čtvrtou nejlidnatější zemí na světě. Ačkoliv indonéština není rodným jazykem většiny Indonésanů, její znalost mezi nimi dosahuje téměř 100 %. Většina Indonésanů mluví kromě indonéštiny i dalšími regionálními jazyky nebo místními nářečími (např. javánštinou, sundštinou aj.) Ve Východním Timoru, který byl v letech 1975–1999 indonéskou provincií, je indonéština uznána ústavou jako jeden ze dvou pracovních jazyků (tím druhým je angličtina) spolu s úředními jazyky tetumštinou a portugalštinou.

## Lingvistické hledisko
Indonéštinu lze do jisté míry považovat za otevřený jazyk. V průběhu století indonéštinu obohacovala slova z cizích jazyků, např. ze sanskrtu, čínštiny, arabštiny, perštiny, portugalštiny, nizozemštiny a angličtiny, a to především prostřednictvím obchodních kontaktů a mezinárodních médií.
Vzhledem k této povaze indonéštiny se někteří domnívají, že postrádá dostatečnou odbornou slovní zásobu. Jiní lingvisté však tuto domněnku považují za nesprávnou, jelikož většina přejatých slov má i domácí ekvivalent. Například slovo asimilasi (z nizozemského slova assimilatie) může indonéština vyjádřit slovem penggabungan. Mnoho slov, která označují moderní vynálezy, předměty nebo myšlenky, často dostane poindonéštěnou podobu (např. počítač se řekne komputer, z anglického computer), i když i některé z těchto výrazů mají indonéský ekvivalent (např. mobilní telefon může být buď pon-sel/ telepon seluler (z anglického cellular-telephone), HP (vyslovováno há-pé, což je zkratka z anglického hand phone) nebo telepon genggam (doslova „telefon, který se drží v ruce“). Používání domácích a přejatých slov v indonéštině je stejně běžné (podobně jako v angličtině).
Mnoho aspektů indonéské gramatiky je v počátečních fázích výuky poměrně jednoduchých, což z indonéštiny činí jeden z nejsnadnějších jazyků ke studiu. V indonéštině se slovesa nečasují, neexistují koncovky množného čísla, členy, zájmena třetí osoby nerozlišují mezi rody. Indonéština není tonální jazyk jako např. čínština, thajština nebo vietnamština a používá latinku, což přispívá k snazšímu studiu.
Nepřítomnost časů je v indonéštině nahrazena používáním modálních slov a příslovcí času, která určují, kdy se činnost vyjádřená slovesem odehrává. V indonéštině dále existuje poměrně složitý systém předpon a přípon, které mění význam slov.

## Historie

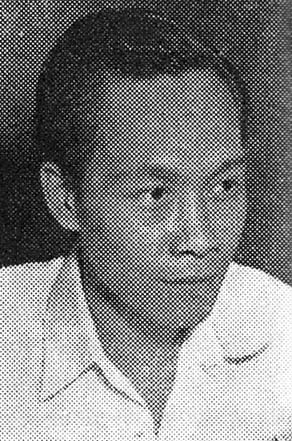
Pramoedya Ananta Toer, indonéský spisovatel v roce 1954

Indonéština je standardizovanou variantou malajštiny, která se na indonéských ostrovech po staletí používala jako lingua franca. Indonéština získala status úředního jazyka v roce 1945 po vyhlášení nezávislosti Indonésie. Inspirací byla Sumpah Pemuda, Přísaha mládeže, z roku 1928.
Vzhledem ke svému původu je indonéština ve své standardní podobě vzájemně srozumitelná se standardní malajštinou v Malajsii (bahasa Malaysia). Přesto je mezi oběma jazyky dost rozdílů ve výslovnosti, pravopise, přízvuku a slovní zásobě. Tyto rozdíly vznikly jednak kvůli odlišné historii (Indonésie byla jako nizozemská kolonie více ovlivněna nizozemštinou, na rozdíl od anglického vlivu v Malajsii), jednak kvůli vlivu regionálních jazyků (především javánštiny) na indonéštinu.
Indonéština plní v Indonésii roli sjednocovacího jazyka. Je mateřským jazykem více než 40 milionů obyvatel Indonésie (zejména obyvatel Jakarty a okolí a rostoucí měrou i dalších velkých měst jako Medan či Palembang), kde dochází k intenzivnímu interetnickému mísení a indonéština je pak hlavním komunikačním médium etnicky smíšených rodin, avšak nejméně 250 milionů obyvatel Indonésie ji používá jako každodenní dorozumívací jazyk. V zemi, kde se mluví více než 700 různými jazyky, je používání „správné“ indonéštiny (bahasa Indonesia yang baku dan benar) praktickou nezbytností pro komunikaci mezi všemi obyvateli souostroví. Znalost „spisovné“ indonéštiny se mezi obyvateli Indonésie značně liší, zejména v závislosti na prostředí, odkud pocházejí.

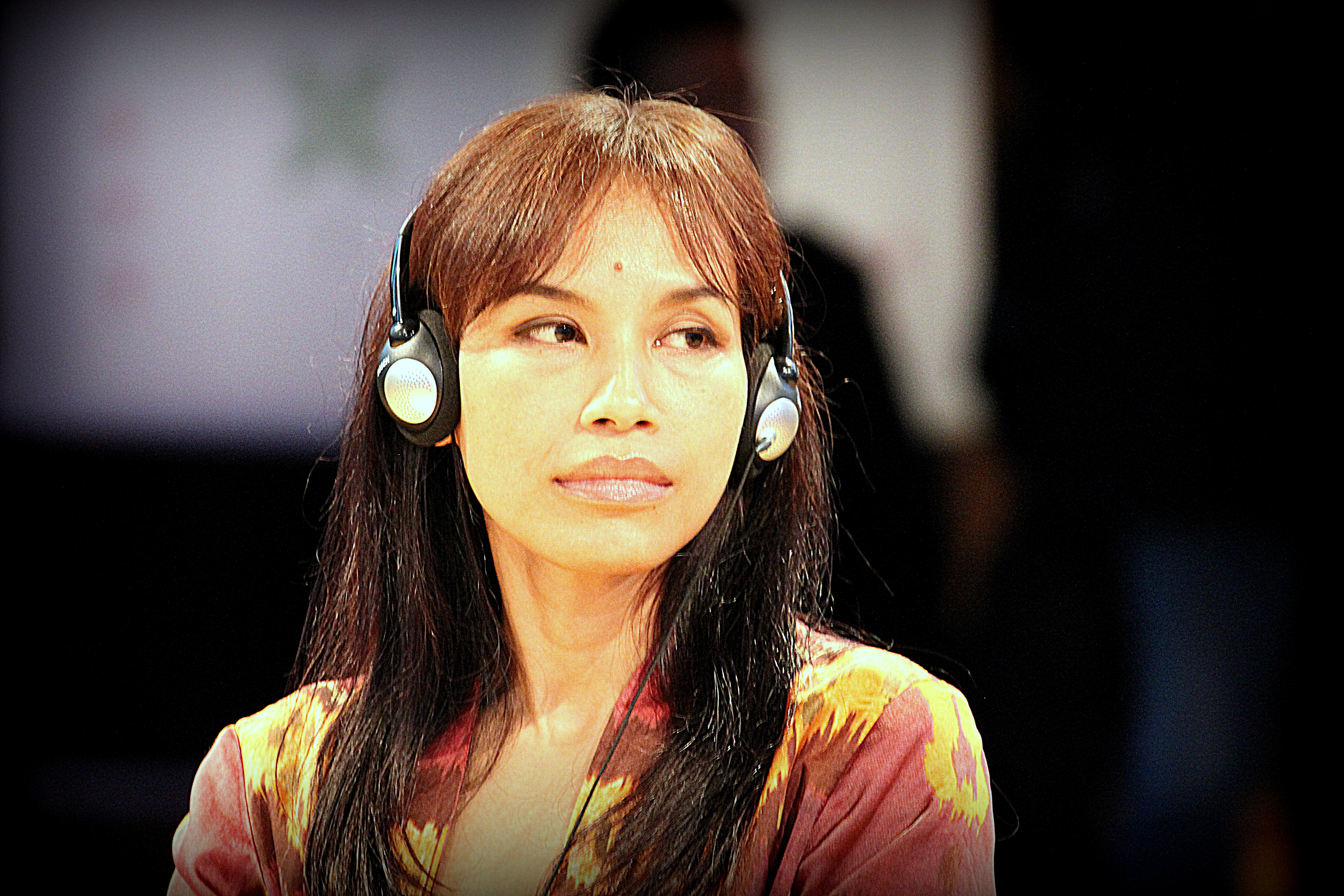
Ayu Utami, indonésky píšící spisovatelka, jejíž mateřštinou je jávanština

„Spisovná“ indonéština se v běžné komunikaci objevuje velmi zřídka. Používá se hlavně v knihách a časopisech, mluví se jí v televizi a rozhlase. Při běžném hovoru je indonéština ovlivněna regionálními a místními jazyky, z nichž do ní pronikají nejen jednotlivá slova, ale i gramatické jevy. Výsledkem pak je vytvoření „regionálních indonéštin“, se kterými se cizinec setká při návštěvě Indonésie. Porozumění je pak dále ztíženo používáním slangu ve městech.
Nizozemská kolonizace po sobě zanechala v indonéštině památku v podobě slov jako polisi (policie), kualitas/kwaliteit (kvalita), wortel (mrkev), kamar (pokoj), rokok (cigareta), korupsi (korupce), kantor (kancelář), nebo resleting (zip). Dalším jazykem, který indonéštinu ovlivnil, je portugalština, která byla od 16. do počátku 19. století spolu s malajštinou lingua franca obchodu v oblasti indonéského souostroví. Z portugalštiny indonéština převzala slova jako serdadu (voják), meja (stůl), boneka (panenka), jendela (okno), gereja (kostel), bendera (vlajka) nebo Minggu (z domingo = neděle). Z čínštiny pocházejí slova (s uvedením hokkienské / mandarínské výslovnosti) pisau (匕首 bǐshǒu – nůž), loteng, (楼/层 = lóu/céng – [horní] patro), mie (麵 > 面 mi'àn – nudle), lumpia (潤餅 (Hokkien = lūn-piáⁿ) – loempia), a dokonce i slangové výrazy gua a lu (z hokkienského 'goa' 我 a 'lu/li' 你 – ve významu 'já' a 'ty'). Původ v sanskrtu mají slova kaca (sklo, zrcadlo), raja (král), manusia (lidstvo), bahasa (jazyk) nebo agama (náboženství). Slova arabského původu jsou například k(h)abar (zprávy), selamat/ salam (pozdrav) nebo kamus (slovník).

## Indonesistika v Česku
Indonesistika se jako samostatný studijní obor vyučuje na Ústavu asijských studií (ÚAS) Filozofické fakulty Univerzity Karlovy. Indonéská studia se zaměřením na cestovní ruch jako studijní obor se vyučuje na Katedře asijských studií (KAS) Filozofické fakulty Univerzity Palackého.  K předním českým indonésistům náleží Zorica Dubovská, Michaela Budiman a Tomáš Petrů.

## Příklady

### Číslovky
| Indonésky | Česky |
| satu      | jeden |
| dua       | dva   |
| tiga      | tři   |
| empat     | čtyři |
| lima      | pět   |
| enam      | šest  |
| tujuh     | sedm  |
| delapan   | osm   |
| sembilan  | devět |
| sepuluh   | deset |

## Vzorový text
Otčenáš (modlitba Páně):
Bapa kami yang ada di surga,
Dimuliakanlah nama-Mu.
Datanglah kerajaan-Mu.
Jadilah kehendak-Mu
di atas bumi seperti di dalam surga.
Berilah kami
rezeki pada hari ini,
dan ampunilah kesallahn kami,
seperti kami pun mengampuni
yang bersalah kepada kami.
Dan janganlah masukkan kami ke
dalam pencobaan, tetapi bebaskanlah
kami dari yang jahat. Amin.

### Všeobecná deklarace lidských práv
| indonésky | Semua orang dilahirkan merdeka dan mempunyai martabat dan hak-hak yang sama. Mereka dikaruniai akal dan hati nurani dan hendaknya bergaul satu sama lain dalam semangat persaudaraan. |
| česky     | Všichni lidé se rodí svobodní a sobě rovní co do důstojnosti a práv. Jsou nadáni rozumem a svědomím a mají spolu jednat v duchu bratrství.                                            |